# Programme d'Erfurt
 (septembre 2018).
Le Programme d'Erfurt (Erfurter Programm) est le programme qui a servi de ligne politique au Parti social-démocrate d'Allemagne (SPD) de 1891 à 1921,. La tenue du congrès et l'adoption du programme marque un événement majeur pour le parti, qui doit à l'époque se réorganiser. Les lois antisocialistes viennent d'être abolies et le parti doit définir sa stratégie dans une Allemagne en voie d'industrialisation rapide. Par le programme d'Erfurt, le parti adopte des positions plus proches du marxisme que dans le programme de Gotha de 1875. 